# Match des étoiles de la Ligue majeure de baseball 1972
Le match des étoiles de la Ligue majeure de baseball 1972 (1972 MLB All-Star Game) est la 43e édition de cette opposition entre les meilleurs joueurs de la Ligue américaine et de la Ligue nationale, les deux composantes de la MLB.
L'événement s'est tenu le 25 juillet 1972 au Atlanta-Fulton County Stadium, antre des Braves d'Atlanta.